# Sáros vára

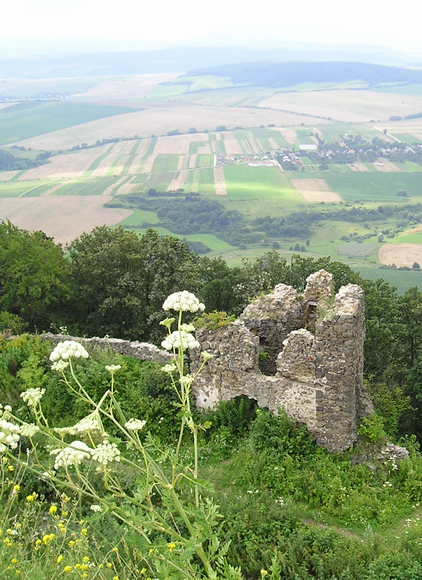
Kilátás nyugatra, Megye (Medzany) irányába

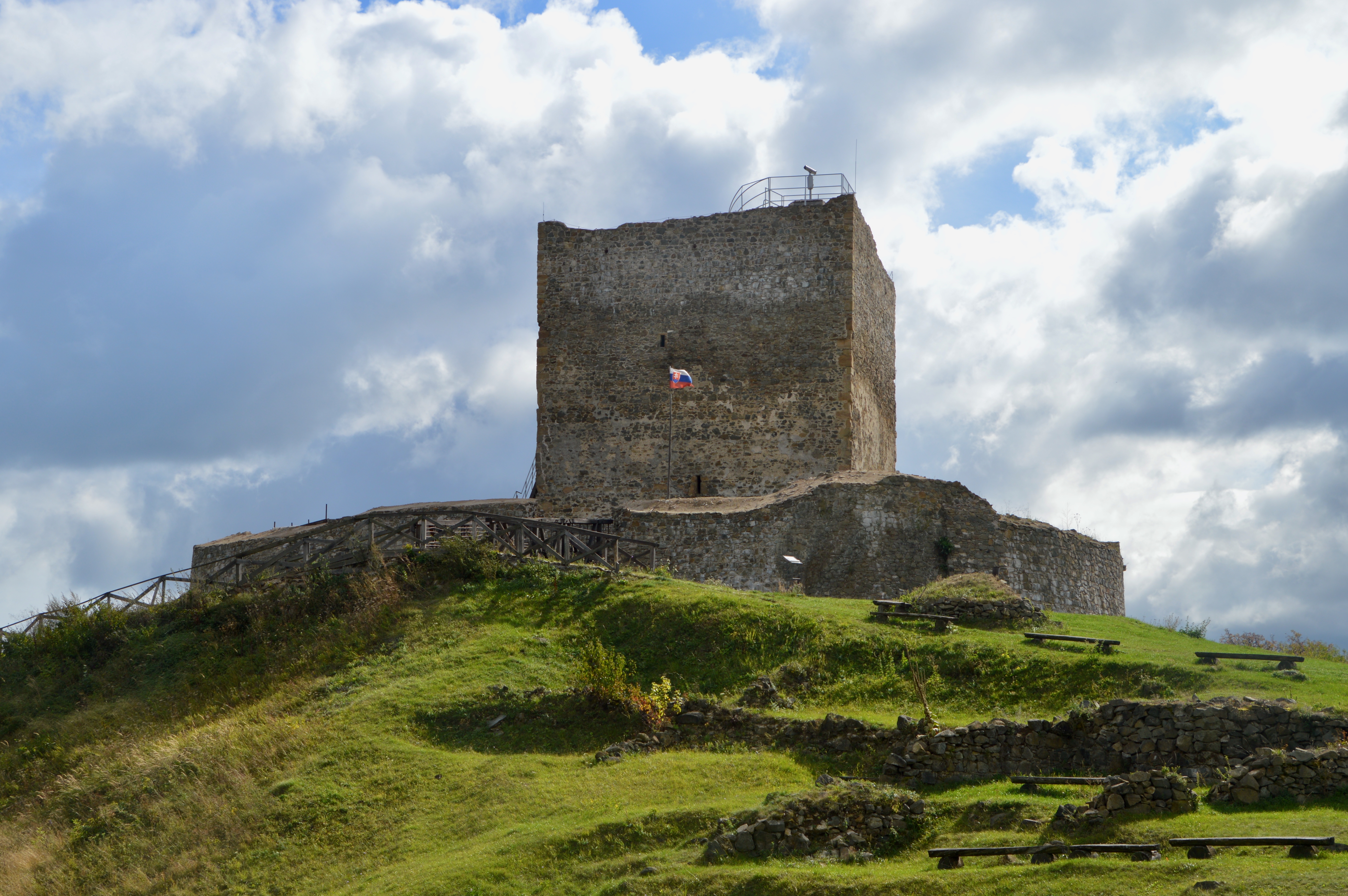
A vár öregtornya

Sáros vára Szlovákia legnagyobb területű középkori várromjai közé tartozik. A kastély 1963 óta nemzeti kulturális műemlék. Összes beépített területe meghaladja a 2,7 hektárt. A Sárosi-várhegy andezitből épül fel, amely 570 méterre magasodik Nagysáros városa fölé, és mintegy 5 km távolságra van Eperjestől.

## Történelem
Példák dokumentált történelmi nevekre: 1245 castrum Sarus, 1312 castrum de Saarus.
A régészeti kutatások már a neolitikumban, a késő kőkorszakban és a bronzkorban (i.e. 13–11. század) igazolták a várhegy betelepülését. Egy másik betelepülési időszak az időszámításunk kezdetétől egészen a 4. századig bizonyított. Ez a betelepülési folytonosság megszakadt és csak a 10. és 12. században folytatódott.
A középkori alapépület pontos építési ideje nem ismert. Az új kastély építése a 13. században kezdődött; innen származik az első említés a Sarus nevű várról (1245). A kastélyt a Tarca folyó völgyén át vezető észak-déli kereskedelmi útvonal védelmére építették. Fennállásának kezdete óta királyi vár volt. Ez volt a királyok rezidenciája, amikor Sárosban tartózkodtak.
Az 1340-es években a Sáros vármegye megalakulása után az új közigazgatási egység központja lett. A 14. század elején az Amadé család, Károly Róbert király ellenségei foglalták el a várat. Az új tulajdonosok a kastélyt lakó- és kereskedelmi épületekkel bővítették, erődítményeit megerősítették. Demeter várkapitány innen ellenőrizte a környező városokat. A rozgonyi csata (1312) után ismét királyi tulajdonba került. Zsigmond király elzálogosította a várat 1436-ban Perényi Péternek. 1438-ban majd a Soó család kifizette a zálogösszeget így, megszerezték tőle a várat. Azonban 1439-ben a Perényi család örök adományként megkapta a várkastélyt. 1441-1460 között Jiskra János és kapitányai foglalták el. Egy sikertelen ostrom után végül tárgyalások után Mátyás király foglalta el aki visszaadta a Perényieknek. 1490-ben azonban Perényi István hűtlenségbe esett, és elkobozták tőle a birtokait. 1528-ban Zápolya János ismét visszaadta a várat a Perényi családnak. 
A Perényiek birtokaként jelentősen kibővült, és új várfallal lett megerősítve.1526-ban, a mohácsi csata után a Perényiek Zápolya János mellé álltak, és elfoglalták Kassát (1536. december 4.). A császári hadsereg ostrom alá vette a várat, és 1537-ben elfoglalta. A kassai királyi házból a tartományi hatóságokat átköltöztették a Sáros várba. A mohácsi csata után, a török portyáktól való félelem miatt, megerősítették a vár védelmi rendszerét. Sáros vára így a Tátrától a Tiszáig terjedő Habsburg-régió központjává vált. A Habsburgok masszív katonai erődítménnyé építették át a várat, ahol körülbelül 200 gyalogosból álló állandó helyőrség és jelentős arzenál volt elhelyezve.
1642-ben a kastély a Rákóczi-család birtokába került, akik a vár területén egy pompás kastélyban éltek. Ez a hatalmas erőd azonban nem vett részt be az utolsó Habsburg-ellenes felkelések eseményeiben. 1660-ban egy lőporraktár felrobbant, és az egész várat megrongálta. A következő években ezért csak csapatok elhelyezésére használták. A kastély 1687-ben leégett, és soha nem építették újjá. II. Rákóczi Ferenc után a kastély női vonalon keresztül az Aspremont család tulajdonába került, később a Szirmay családé lett. A kastély utolsó tulajdonosa Pulszky Géza királyi kamarás volt.

## A vár leírása
Az évszázadok során a várkastély számos átalakításon ment keresztül. A várkastély központja egy prizmás torony (öregtorony) volt, méretei 13,2×13,2 méter, falai pedig 4,5 méter vastagok. Hatalmas fallal erősítették meg, és az északnyugati oldalon lévő kapun keresztül volt a bejárat. Helyi andezitkőből épült, megerősített homokkő sarkokkal. Az erődítmény tizennégy bástyából áll, a falvonalba beépített nyílásokkal. Hasonló kastélyokat épített IV. Béla király az ország védelmi képességének növelése miatt a tatárjárás után az egész Magyar Királyságban.

## Mai megjelenés
A várkastély napjainkban az eperjesiek és a környék lakosainak kedvelt kirándulóhelye. A várhoz kövezett aszfaltút vezet, és kerékpárral is megközelíthető. A bekötőút tanösvényként szolgál. Az egész várhegy nemzeti természetvédelmi terület. A vár erődítményei ma is láthatók, beleértve a bástyákat is. A várkastély területét az önkéntesek munkájának köszönhetően már nem borítja be elvadult bozót. Az részlegesen újjáépített Öregtoronyból nagyon szép kilátás nyílik a környékre.

## Leletek a kastélyban
A várhegy legrégebbi települését újkőkori kerámialeletek és kőtörmelékek bizonyítják. A kastély következő betelepülési időszakát (az időszámításunk kezdetétől a IV. századig) egy késő vaskori grafitkerámia és egy öntött bronzcsat leletei bizonyítják.

## Látogatása
A váraz év minden napján látogatható. Májustól októberig minden nap 10:00-től 18:00-ig tart nyitva, áprilisban 17:00-kor, novembertől márciusig 16:00-kor zár. A belépésre május és október között legkésőbb a zárás előtt fél óráig van lehetőség. A felnőtt belépőjegy ára 3 euró, minden más kedvezményes jegy (diák, nyugdíjas) 2 euróba került, a családi jegy 6 euró. Az öregtoronyba, amelyben egy szinten kiállítás található külön 2 eurós jeggyel látogatható, kizárólag vezetéssel, amelyek a kijelölt időkben indulnak.
A vár Nagysárosról a sárga turistajelzésen közelíthető meg. Személygépkocsival a várhegy déli lábánál található parkolóig lehet utazni. A parkolás ingyenes. A parkolóban WC is található. A parkolóból betonburkolatú út vezet a várig, amelyen a sárga jelzésű turistaút is halad.

## Környéke
A közeli várkastélyok:
- Bodony vára
- Kapi vára
- Sároskőszegi vár
- Merse vára
- Abos vára
- Sebes vára

## Fordítás
Ez a szócikk részben vagy egészben  a(z)   Šarišský hrad című szlovák Wikipédia-szócikk ezen változatának fordításán alapul.  Az eredeti cikk szerkesztőit annak laptörténete sorolja fel. Ez a jelzés csupán a megfogalmazás eredetét és a szerzői jogokat jelzi, nem szolgál a cikkben szereplő információk forrásmegjelöléseként.